# 羊角等鰭叉尾帶魚
羊角等鰭叉尾帶魚，为輻鰭魚綱鱸形目鯖亞目带鱼科的其中一種。發現於西太平洋區的澳洲東部海域及東太平洋區的秘魯海域，棲息深度在水深879至1024公尺，背鰭硬棘44至46枚；背鰭軟條54至59枚；臀鰭硬棘2枚；臀鰭軟條46至49枚；脊椎骨106至108個，體長可達77.8公分。

## 扩展阅读
維基物種上的相關：羊角等鰭叉尾帶魚